# Nadzieja (partia polityczna)
Nadzieja (słow. Nádej) – słowacka partia polityczna. W wyborach do parlamentu w 2006 roku nie udało jej się wejść do izby, otrzymując tylko 0,63% głosów, podczas gdy próg wyborczy wynosił 5%.